# Wilhelm Seidel
Wilhelm Seidel (* 5. Januar 1935 in Freiburg im Breisgau; † 20. November 2020 in Neckargemünd) war ein deutscher Musikhistoriker.

## Wissenschaftlicher Werdegang
Seidel studierte Musik an der Hochschule für Musik Freiburg sowie Musikwissenschaft und Geschichte an der Albert-Ludwigs-Universität Freiburg und an der Ruprecht-Karls-Universität Heidelberg. 1966 wurde er mit einer Arbeit über die Lieder Ludwig Senfls in Heidelberg zum Dr. phil. promoviert, 1973 habilitierte er sich in Heidelberg mit der Schrift Über Rhythmustheorien der Neuzeit. Er lehrte als Professor an der Ruprecht-Karls-Universität Heidelberg (1980–1982), an der Philipps-Universität Marburg (1982–1993) und an der Universität Leipzig (1993–2002).

## Forschungsschwerpunkte und Herausgeberschaft
Arbeiten zur musikalischen Temporalstruktur (Takt, Rhythmus, Form und Zyklus), zur Musikästhetik (besonders zur Nachahmungs- und Wirkungsästhetik) sowie zur musikalischen Publizistik bilden den Kern von Seidels Schaffen. Geprägt durch seinen Lehrer Reinhold Hammerstein legte er auch mehrere Arbeiten zur Verbindung von Musik und Bild vor. Bei den Arbeiten zu einzelnen Werken ist eine Konzentration auf das 18. und 19. Jahrhundert erkennbar, substanzielle Beiträge entstanden unter anderem zu Werken Mozarts, Beethovens und Chopins. Seit Mitte der 1990er Jahre setzte er sich vermehrt mit der Musik des Barockzeitalters auseinander, es entstanden beispielsweise mehrere Aufsätze zu Werken Georg Philipp Telemanns.
Auf der Grundlage der Vorarbeiten von Rudolf Elvers lancierte Seidel ein von der Deutschen Forschungsgemeinschaft gefördertes Editionsprojekt, welches die Ausgabe der über 5000 Briefe Felix Mendelssohn Bartholdys zum Ziel hatte. Die Ausgabe, für die Seidel zusammen mit seinem Nachfolger auf dem Leipziger Lehrstuhl Helmut Loos als Herausgeber zeichnete, erschien in den Jahren 2008 bis 2017 in insgesamt zwölf Bänden. Aus der vertieften Auseinandersetzung mit Mendelssohn und seinem Leipziger Wirkungskreis entstanden mehrere Aufsätze zu einzelnen Werken Mendelssohns.
Von 1980 bis 1985 amtierte Seidel zusammen mit Martin Just als Schriftleiter der Zeitschrift Die Musikforschung, von 2006 bis zu seinem Tode fungierte Seidel zusammen mit Klaus Pietschmann und Matthias Schmidt als Herausgeber der Zeitschrift Musiktheorie.

## Schriften

### Monografien
- Die Lieder Ludwig Senfls. Francke Verlag, Bern 1969 (Neue Heidelberger Studien zur Musikwissenschaft;=2)
- Über Rhythmustheorien der Neuzeit. Francke Verlag, Bern 1975 (Neue Heidelberger Studien zur Musikwissenschaft;7)
- Rhythmus. Eine Begriffsbestimmung. Wissenschaftliche Buchgesellschaft, Darmstadt 1976 (Erträge der Forschung;46)
- Werk und Werkbegriff in der Musikgeschichte.Wissenschaftliche Buchgesellschaft, Darmstadt 1987 (Erträge der Forschung; 246)

### Buchbeiträge und Aufsätze (Auswahl)
- Descartes’ Bemerkungen zur musikalischen Zeit. In: Archiv für Musikwissenschaft, 27, 1970, S. 287–303.
- Schnell – Langsam – Schnell: Zur „klassischen“ Theorie des instrumentalen Zyklus. In: Musiktheorie, 1, 1986, S. 205–216.
- Division und Progression: Zum Begriff der musikalischen Zeit im 18. Jahrhundert. In: Il saggiatore musicale, 2, 1995, S. 47–65.
- Moritz Hauptmanns organische Lehre – Tradition, Inhalt und Geltung ihrer Prämisse. In: International review of the aesthetics and sociology of music, 2, 1971, S. 243–266.
- Zählt die Musik zu den imitativen Künsten? Zur Revision der Nachahmungsästhetik durch Adam Smith. In: Die Sprache der Musik: Festschrift Klaus Wolfgang Niemöller zum 60. Geburtstag. Gustav Bosse, Regensburg 1989, S. 495–511 (Kölner Beiträge zur Musikforschung, 165).
- Nation und Musik: Anmerkungen zur Ästhetik und Ideologie ihrer Relationen. In: Nationaler Stil und europäische Dimension in der Musik der Jahrhundertwende. Wissenschaftliche Buchgesellschaft, Darmstadt 1991, S. 5–19.
- Absolute Musik und Kunstreligion um 1800. In: Musik und Religion, Laaber: Laaber-Verlag 1995, S. 89–114.
- Der Essay von Adam Smith über die Musik: Eine Einführung. In: Musiktheorie, 15, 2000, S. 195–204.
- Natur, Stil, Kunst: Bach aus der Sicht der zeitgenössischen Musikästhetik. In: Musik, Kunst und Wissenschaft im Zeitalter Johann Sebastian Bachs. Georg Olms, Hildesheim 2005, S. 127–140 (Leipziger Beiträge zur Bach-Forschung; 7).
- Musikalische Publizistik und Kanonbildung: Über Franz Brendels Entwurf einer neuen Musikkritik. In: Musiktheorie, 21, 2006, S. 27–36.
- Friedrich Rochlitz: Über die musikgeschichtliche Bedeutung seiner journalistischen Arbeit. In: Musik und Bürgerkultur: Leipzigs Aufstieg zur Musikstadt. C.F. Peters, Leipzig 2007, S. 37–41 (Leipzig: Musik und Stadt – Studien und Dokumente, 2).
- Ältere und neuere Musik: Über Hugo Riemanns Bild der Musikgeschichte. In: Alte Musik im 20. Jahrhundert: Wandlungen und Formen ihrer Rezeption. Schott Musik International,  Mainz 1995, S. 30–38 (Frankfurter Studien: Veröffentlichungen des Paul-Hindemith-Institutes, 5).
- Hugo Riemann und die Institutionalisierung der Musikwissenschaft in Leipzig. In: Musikwissenschaft als Kulturwissenschaft, damals und heute: Internationales Symposium (1998) zum Jubiläum der Institutsgründung an der Universität Wien vor 100 Jahren. Hans Schneider, Tutzing 2005, S. 187–196 (Wiener Veröffentlichungen zur Musikwissenschaft, 40).
- Die Macht der Musik und das Tonkunstwerk. In: Archiv für Musikwissenschaft, 42, 1985, S. 1–17.
- Die Rückkehr des Orpheus zur Musik: Die Wirkungen der Musik in Monteverdis erster Oper. In: Claudio Monteverdi: Festschrift Reinhold Hammerstein zum 70. Geburtstag. Laaber-Verlag, Laaber 1986, S. 409–425
- Über die Fantasien von William Byrd. In: Jahrbuch Ständige Konferenz Mitteldeutsche Barockmusik in Sachsen, Sachsen-Anhalt und Thüringen, 1, 1999, S. 205–219.
- Naturell – Unterricht – Fleiß: Telemanns Lebensläufe und der Geniebegriff des 18. Jahrhunderts. In: Biographie und Kunst als historiographisches Problem. Georg Olms, Hildesheim 2004, S. 90–100 (Telemann-Konferenzberichte, 14).
- Die Metamorphose der Ino: Ihr Mythos in Telemanns dramatischer Kantate. In: Telemann, der musikalische Maler: Telemann-Kompositionen im Notenarchiv der Sing-Akademie zu Berlin. Georg Olms, Hildesheim 2010, S. 11–32 (Telemann-Konferenzberichte, 15)
- Das Stabat mater: Die Sequenz und ihre Deutungen von Pergolesi, Klopstock und Hiller. In: Mittelalter und Mittelalterrezeption: Festschrift für Wolf Frobenius. Georg Olms, Hildesheim 2005, S. 211–235 (Musikwissenschaftliche Publikationen, 24.).
- Streit und Versöhnung: Zu Cimarosas Oper „Il matrimonio segreto“ und ihrer Vorlage. In: De musica et cantu: Studien zur Geschichte der Kirchenmusik und der Oper – Helmut Hucke zum 60. Geburtstag. Georg Olms, Hildesheim 1993, S. 527–541 (Musikwissenschaftliche Publikationen: Hochschule für Musik und Darstellende Kunst Frankfurt am Main, 2).
- Ilia und Ilione: Über Mozarts 'Idomeneo' und Campras „Idoménée“. In: Studien zur Musikgeschichte: Eine Festschrift für Ludwig Finscher. Bärenreiter, Kassel 1995, S. 334–343.
- Figaros Cavatine „Se vuol ballare Signor Contino“: Ein Degen- oder Fintenstück? In: Neue Musik und Tradition: Festschrift Rudolf Stephan zum 65. Geburtstag. Laaber-Verlag, Laaber 1990, S. 149–170.
- Artifizielle Arien: Über den letzten Akt von Mozart Le nozze di Figaro. In: Aria: Eine Festschrift für Wolfgang Ruf. Georg Olms, Hildesheim 2011, S 521–533 (Studien und Materialien zur Musikwissenschaft, 65).
- Die Peripetie: Über das Quartett des zweiten Aktes. In: Von der Leonore zum Fidelio: Vorträge und Referate des Bonner Symposions 1997. Peter Lang, Frankfurt am Main 2000, S. 277–292 (Bonner Schriften zur Musikwissenschaft, 4).
- Olympia: Über die Magie der Herzlosigkeit. In: Die Mechanik in den Künsten: Studien zur ästhetischen Bedeutung von Naturwissenschaft und Technologie. Jonas, Marburg 1990, S. 201–212.
- Mendelssohn und das Judentum. In: Die Musikforschung, 64, 2011, S. 6–23.
- „Singet dem Herrn ein neues Lied“: Zur Semantik des 98. Psalms von Felix Mendelssohn Bartholdy. In: Musikgeschichte zwischen Ost und West: Von der musica sacra bis zur Kunstreligion: Festschrift für Helmut Loos zum 65. Geburtstag. Leipziger Universitätsverlag, Leipzig 2015, S. 68–82.
- Die Arie des Elias „Es ist genug“: Über den Sinn und Hintersinn einer Bach-Kopie von Felix Mendelssohn Bartholdy. In: „Zu gross, zu unerreichbar“: Bach-Rezeption im Zeitalter Mendelssohns und Schumanns. Breitkopf & Härtel, Wiesbaden 2007, S. 135–150.
- Ballade in g-Moll, op. 23, von Frédéric Chopin: Historisch orientierte Analyse eines musikalischen Traums. In: Musik und Verstehen. Laaber-Verlag, Laaber 2004, S. 37–58 (Spektrum der Musik, 8).
- Totengeleit und Lebensbilder: Über Chopins Phantasie in f-Moll op. 49. In: Verwandlungsmusik: Über komponierte Transfigurationen. Universal Edition, Wien 2007, S 216–235. (Studien zur Wertungsforschung, 48)
- Instrumentalmusik und Hörer: Anmerkungen zur Problemgeschichte und ein Versuch über die zweite Ballade in F-Dur, op. 38, von Chopin. In. Musica e storia, 1, 1993, S. 149–173.

posthum:
- (unter Mitarbeit von Anja Morgenstern) Über die erste Oper von Wolfgang Amadé Mozart La finta semplice KV 51 und den zweiten Aufenthalt der Mozarts in Wien, in: Musiktheorie. Zeitschrift für Musikwissenschaft 37 (2022), Heft 2, S. 100–138.